# Nachträglichkeit
Mit der Nachträglichkeit hat Sigmund Freud einen Begriff geschaffen, der das Problem von Zeit und Zeiterleben in der Psychoanalyse zu erfassen sucht. Der Begriff bezeichnet den aktiven intrapsychischen Prozess einer Transformation von unbewussten emotionalen Erfahrungen und verdrängten Erinnerungen in bedeutungsvolle diskursive Symbole, die psychoanalytisch bearbeitet, erklärt oder beschrieben werden können. In seiner berühmten Krankengeschichte vom Wolfsmann definiert Freud zwei gegenläufige Zeitvektoren von Nachträglichkeit, einen progredient-linearen Vektor und einen retrograden oder rückläufigen. Die Doppelbewegung dieser beiden Zeitstränge erlaubt sowohl die nachträgliche kausal-deterministische Rekonstruktion einer verdrängten Faktenrealität als zugleich auch die deutende Konstruktion einer Übertragung von primärprozesshaften Szenen und unbewussten traumatischen Phantasien.

## Rezeption
Die Rezeptionsgeschichte dieses besonderen Konzepts ist auch eine Geschichte der Schwierigkeiten, metapsychologische Begriffe in andere psychoanalytische Kulturen zu übertragen. Die englische Übersetzung der Standard-Edition der Werke Freuds von James Strachey  als deferred action konnte nur ein einseitig lineares  Verständnis von Nachträglichkeit vermitteln. Danach lassen sich empirische Fakten nachträglich kausal-deterministisch rekonstruieren und eine aktuelle neurotische Symptomatik aus traumatischen Ereignissen in der Vergangenheit wissenschaftlich erklären. Dieses Verständnis hat in der internationalen Psychoanalyse über viele Jahre ausschließliche Gültigkeit beansprucht. Es war Jacques Lacan, der 1953 auf einem Kongress in Rom auf den zweiten Fall von Nachträglichkeit mit dem retrograden Zeitvektor aufmerksam gemacht hat. Er wird seitdem als après-coup besonders von Haydee Faimberg in der französischen Literatur diskutiert.
In diesem zweiten Fall von Nachträglichkeit, den Freud in einer Fußnote eingeführt hat, will die psychoanalytische Deutung eine unbekannte präsymbolisch-affektive Vergangenheit hermeneutischkonstruieren. Die aktuelle Symptomatik erhält damit nachträglich einen Sinn und kann als Lebensschicksal verstanden und bewältigt werden. Mit den unterschiedlichen Übersetzungen von Nachträglichkeit sind die beiden Zeitstränge voneinander getrennt worden, was für die weitere Entwicklung der psychoanalytischen Theorie nicht ohne Folgen geblieben ist. Die janusköpfige Konzeption von Nachträglichkeit stellt jedoch mit ihrer zeitlichen Doppelbewegung eine zirkuläre Komplementarität dar, die ein Deutungsprozess berücksichtigen muss.